# Ojos sin culpa
Dupla Identidade (Ojos sin culpa, en español) es una serie de televisión brasileña emitida por TV Globo desde el 19 de septiembre hasta el 19 de diciembre de 2014. Escrita por Gloria Perez y dirigida por Mauro Mendonça Filho y René Sampaio.
Protagonizada por Bruno Gagliasso y coprotagonizada por Débora Falabella, Luana Piovani y Marcello Novaes.

## Sinopsis
Edu (Bruno Gagliasso) un "buen chico" se comprometerá con Ray (Débora Falabella). La hermosa tiene su lado independiente: trabaja solo y crea una hija, Larissa (Maria Eduarda Militante). Pero cuando se trata de citas, el panorama cambia y los jóvenes se desespera en cualquier falta de atención amado, lo que Ray no comprende es que Edu tiene un lado muy diferente de lo que parece. Más allá de las apariencias, es un asesino en serie.
Días (Marcello Novaes) siempre quería el cargo de Secretario de Seguridad y conocen un gran evento como el "asesino en serie" puede ayudar mucho en la promoción de la misma. Pero no va a ser fácil de resolver el problema y poner Edu tras las rejas. Para empeorar las cosas, el delegado tiene que lidiar con el regreso de Vera (Luana Piovani) en su vida. Psicólogo forense, ella promete dedicarse a este caso el día y la noche, pero no se puede olvidar el gran amor que vivió con los Días. Hoy en día, los dos tienen que centrarse en la investigación en el que participan, además del hecho de estar casado el delegado. ¿Cómo van a conseguir?
El entorno no podía ser más preocupante para el senador Oto (Adherbal Freire Filho). Todo lo que le importa son las elecciones y resolver de una vez por todas los problemas que este "asesino en serie" ha causado. Cuando Edu sabe, la política es dirigido por las increíbles ideas de niño y acepta en su equipo. Ahora Silvia (Marisa Orth) es la esposa ideal del senador, siempre dispuesto a apoyarlo. Hasta la furgoneta descubre otra traición de su marido y decide pedir el divorcio. Parece que el escándalo se anuncia! Pero con el regreso de Júnior (Bernardo Mendes), el hijo de la pareja, muchas cosas pueden cambiar.

## Reparto
| Actor                   | Personaje                             |
| ----------------------- | ------------------------------------- |
| Bruno Gagliasso         | Edu “ Educado Borje villano principal |
| Débora Falabella        | Ray (Rayane Gurgel)                   |
| Luana Piovani           | Vera Müller                           |
| Marcello Novaes         | Delegado Alexandre Dias               |
| Marisa Orth             | Silvia Veiga                          |
| Aderbal Freire Filho    | Senador Oto Veiga                     |
| Mariana Nunes           | Dina                                  |
| Bernardo Mendes         | Junior (Oto Veiga Junior)             |
| Luana Tanaka            | Elda                                  |
| Paulo Tiefenthaler      | Nelson Pereira                        |
| Igor Angelkorte         | Ivan                                  |
| Glaucio Gomes           | Assis                                 |
| Felipe Hintze           | Cícero                                |
| Thiaré Maia             | Claudia                               |
| Maria Eduarda Militante | Larissa Gurgel                        |

## Producción
Inicialmente Amora Mautner dirigiría la serie, pero debido a su compromiso con la nueva novela de João Emanuel Carneiro, tuvo que abandonar el proyecto.La serie está escrito con la tecnología 4K, pero debido a la cantidad limitada de televisión ese formato, la estación convierte el contenido grabado en 4K, a la alta definición.Gloria Pérez quiso contar con la actriz brasileña arraigada en los Estados Unidos, Morena Baccarin; pero debido al compromiso de la actriz con la serie Warriors, Luana Piovani consiguió el personaje.Bruno Gagliasso, fue la primera elección de Gloria Pérez vivir el asesino en serie de la historia, pero considera demasiado joven para el papel, porque preferido un actor más. Cuando me enteré, Bruno le preguntó al director Mauro Mendonça Filho, a la audición, lo que finalmente le hizo ser aplaudido por todos los evaluadores.
Para hacer la serie, Gloria obras basadas en conversaciones con los psiquiatras y especialistas en perfiles psicológicos. 57 58 Además creado un blog en el que publica que la investigación para la serie. 59 60 La mayor parte de la serie ha sido registrado en Copacabana, y alrededor del 95% en volumen fue grabado escenas fuera del estudio.

## Recepción
Dijo UOL de Nilson Xavier. ". Las referencias a la serie americana que exploran el género son evidentes Sin embargo," Doble Identidad "muestra un Río de Janeiro y la corriente cargada en la fotografía sombras que ocultan el cielo y la playa del mar azul El desenmascarado Río da brasilidad el tema para aquellos que piensan que esto es sólo el privilegio de la televisión estadounidense [...] el texto de Gloria Pérez es bueno, a pesar de la didáctica en la boca de Luana Piovani -. explicar con frases - las primeras escenas . con toma de cámara creativa, la dirección (núcleo) de Mauro Mendonça Filho valora el producto. la casi ausencia de banda sonora, lo que contrasta con la luz oscura que oculta el rostro de los actores, creando un ambiente de tensión que la producción finge pasar ". 
- Datos: Q18928894